# Difenylether
Difenylether (IUPAC-naam: fenoxybenzeen) is een organische verbinding met als brutoformule C12H10O. Het is een kleurloze vloeistof met een sterke geraniumachtige geur, die onoplosbaar in water is. Soms komt de stof ook voor als kleurloze kristallen. Difenylether wordt gebruikt als geurstof in parfums en in de productie van polyesters.
De stof reageert met sterk oxiderende stoffen en moet gescheiden daarvan bewaard worden.

## Synthese
Difenylether werd voor het eerst gesynthetiseerd in 1901. De stof wordt verkregen via een aangepaste versie van de Williamson-ethersynthese, uit een reactie van fenol en broombenzeen, in de aanwezigheid van een base en met koper als katalysator:
{\displaystyle {\ce {C6H5ONa + C6H5Br -> C12H10O + NaBr}}}